# Christian Pravda
Christian Pravda (* 8. März 1927 in Kufstein; † 11. November 1994 in Kitzbühel) war ein österreichischer Skirennläufer. Pravda war Mitglied des „Wunderteams“, das Fred Rößner Anfang der 1950er Jahre aus der österreichischen Skinationalmannschaft geformt hatte. Er galt dabei als exzellenter Allrounder. 1954 wurde er Weltmeister in der Abfahrt.

## Biografie
Pravda begann bereits früh mit dem Skisport und wurde 1937 Mitglied im Kitzbüheler Ski Club. Nach Ende des Zweiten Weltkrieges schaffte er recht schnell den Anschluss an die österreichische Spitze. Seine ersten Erfolge feierte er 1947 in Kitzbühel, als er mit einem Sieg im Slalom und Rang drei in der Abfahrt die Hahnenkamm-Kombination gewann. Diese Leistungen ermöglichten ihm auch eine Teilnahme bei den Olympischen Winterspielen 1948 in St. Moritz. Dort startete er nur im Slalom, konnte diesen aber nicht beenden. 1948 gewann er den Riesenslalom auf der Zugspitze, im folgenden Winter blieb er jedoch ohne Sieg und erreichte als bestes Ergebnis den dritten Platz in der Kombination von Sterzing.
Bei den Weltmeisterschaften 1950 in Aspen war sein bestes Resultat Rang fünf in der Abfahrt. Bei den anschließenden Nordamerika-Rennen feierte der Tiroler wieder mehrere Siege und gewann beide Slaloms und Kombinationen in Stowe. 1951 gewann Pravda mit Siegen in Slalom und Abfahrt zum zweiten Mal die Hahnenkamm-Kombination und erreichte dabei auf der Streif als Erster eine Fahrzeit unter drei Minuten. Auch die Zusatzabfahrt entschied er für sich und ist damit der bisher Einzige, der vier Hahnenkammsiege in einer Saison feiern konnte. Ein weiterer Saisonsieg gelang dem Tiroler im Slalom von Garmisch-Partenkirchen, bei der Arlberg-Kandahar-Abfahrt in Sestriere wurde er Zweiter. 1951 wurde er auch dreifacher Österreichischer Meister im Slalom, im Riesenslalom und in der Kombination.
Im Jahr 1952 gewann Pravda seine ersten Medaillen bei Großereignissen. Bei den Olympischen Winterspielen in Oslo holte er die Silbermedaille im Riesenslalom und die Bronzene in der Abfahrt. Nur im Slalom musste er sich nach schweren Fehlern mit Rang 29 begnügen. Saisonsiege feierte er unter anderem in der Abfahrt von Bad Gastein; in der Arlberg-Kandahar-Kombination in Chamonix wurde er Zweiter. Bei den Österreichischen Meisterschaften 1952 holte er in Slalom und Riesenslalom zwei weitere Titel. Im Winter 1953 gelangen ihm seine größten Erfolge bei den Nordamerika-Rennen: In Stowe gewann er Slalom und Riesenslalom, in Sun Valley siegte er in der Abfahrt und Kombination des Harriman Cups und in Sugar Bowl gewann er den Riesenslalom des Silver Belt.

### Erfolgreiche Saison 1953/54 mit Weltmeistertitel
Im Winter 1953/54 siegte Pravda sowohl am Lauberhorn in Wengen (9./10. Januar) als auch bei den Hahnenkammrennen in Kitzbühel in der Abfahrt und der Kombination (zudem wurde er am 22. Januar im Riesenslalom Dritter).

Er gewann auch die Österreichischen Meisterschaften in Abfahrt und Kombination. Zu seinen zahlreichen weiteren Saisonerfolgen zählten unter anderem der Slalom des Arlberg-Kandahar-Rennens in Garmisch sowie die Siege im Slalom der Montafonrennen in Schruns am 17. Januar und in den beiden Riesenslaloms und der Kombination der 3-Tre-Rennen auf der Marmolata.
Zum Höhepunkt seiner Karriere wurden die Weltmeisterschaften 1954 im schwedischen Åre. Zwar verfehlte er zunächst mit Platz vier im Slalom um 0,16 s das Podest. Allerdings stand diese Platzierung (und damit auch jegliche Chance in der Kombinationswertung) in Gefahr, denn er kam, nach dem ersten Lauf auf Rang 3 (mit 75,50 Sekunden 1,81 s hinter dem führenden Stein Eriksen), im zweiten Durchgang zu Sturz und es waren gegen ihn vorerst wegen eines angeblichen Torfehlers fünf Strafsekunden verhängt worden, womit er im Endklassement mit 151,89 Sekunden nur auf Rang 13 aufschien. Dagegen hatte der Delegationsführer des ÖSV, Prof. Fred Rößner, Protest eingelegt – und weil ein Film über diese Szene vorhanden war, wurde auf Grund dieser Aufnahmen der „5-Sekunden-Penalty“ zurückgenommen (wahrscheinlich erfolgte diese Korrektur am 6. März). Im Riesenslalom kam er nach Sturz nur auf Rang 14, mit der verbesserten Zeit im Slalom war er jedoch in der Kombinations-Zwischenwertung auf Rang sechs vorgerückt. Am Schlusstag, dem 7. März, führte er einen dreifachen österreichischen Abfahrtserfolg (mit über zwei Sekunden Vorsprung auf seinen Landsmann Martin Strolz) an und erreichte somit auch noch die Silbermedaille in der Kombination. Es war dies das erste Mal seit 1931, dass in einer Herrenentscheidung bei Weltmeisterschaften alle Medaillen an dieselbe Nation gingen (damals sogar Vierfachsieg der Schweiz). Pravda wurde damit der zweite österreichische Abfahrtsweltmeister nach Franz Zingerle 1935 (dies allerdings mit der Einschränkung, dass der Abfahrtsweltmeister 1939 Hellmut Lantschner als Österreicher wegen seines politisch bedingten Nationen- und Verbandswechsel für den DSV bzw. das Deutsche Reich gestartet ist).

### 1955/56 gesperrt
Im nächsten Winter erlitt seine Karriere jedoch einen schweren Rückschlag. Nachdem er für Werbeaufnahmen einer französischen Skifirma Modell gestanden hatte, und damit gegen die Amateurregeln verstieß, wurde er für ein Jahr gesperrt und versäumte auch die Olympischen Spiele 1956. Danach feierte er vor allem bei den Rennen in Nordamerika Erfolge. 1956 gewann Pravda in Sun Valley, wo er mittlerweile lebte und als Skilehrer tätig war, Abfahrt, Slalom und Kombination des Harriman Cups sowie den Riesenslalom des Silver Belt. Ein Jahr später konnte er die Siege im Silver Belt sowie in Slalom und Kombination des Harriman Cups wiederholen und gewann darüber hinaus den Slalom in Squaw Valley sowie Abfahrt und Kombination am 24. Februar bei der »Roch-Trophy« in Aspen (außerdem Rang 2 im Riesenslalom am 22. Februar)
Auch 1958 gelangen ihm mehrere Siege und er wurde zum dritten Mal Österreichischer Meister im Slalom (am 2. März in Innsbruck), eine Teilnahme an den Weltmeisterschaften war ihm aber nicht möglich. Die letzten Siege bei Amateurrennen feierte er 1959 im Riesenslalom von Squaw Valley und mit einem erneuten Dreifacherfolg in Slalom, Abfahrt und Kombination beim Harriman Cup in seiner Wahlheimat Sun Valley. Danach nahm er an den amerikanischen Profirennen teil und feierte auch dort einige Erfolge. 1963 wurde er inoffizieller Profiweltmeister.
Seine Skilehrertätigkeit in den Vereinigten Staaten führte Pravda weiter fort und unterrichtete dabei zahlreiche Prominente aus den USA und aller Welt. Anfang der 1970er Jahre kehrte er nach Österreich zurück und war einige Jahre als Servicemann einer Skifirma tätig. 1994 verstarb Pravda im Alter von 67 Jahren in Kitzbühel an den Folgen eines Herzinfarktes. Er wurde auf dem Stadtfriedhof Kitzbühel beigesetzt.

## Erfolge

### Olympische Winterspiele
- Oslo 1952: 2. Riesenslalom, 3. Abfahrt, 29. Slalom

### Weltmeisterschaften
- Aspen 1950: 5. Abfahrt, 12. Riesenslalom, 40. Slalom
- Oslo 1952 : 2. Riesenslalom, 3. Abfahrt, 29. Slalom
- Åre 1954: 1. Abfahrt, 2. Kombination, 4. Slalom, 14. Riesenslalom

### Österreichische Meisterschaften
Christian Pravda wurde achtfacher Österreichischer Meister:
- Slalom: 1951, 1952, 1958
- Riesenslalom: 1951, 1952
- Abfahrt: 1954
- Kombination: 1951, 1954